# Sử hoàng hậu
Sử hoàng hậu (chữ Hán: 史皇后; không rõ năm sinh năm mất), là Hoàng hậu thứ hai của Hoàng đế nhà Tân Vương Mãng.

## Tiểu sử
Hoàng hậu họ Sử quê quán huyện Đỗ Lăng (杜陵县; nay là phía đông thành phố Tây An, tỉnh Thiểm Tây), cha là Sử Kham (史諶), cùng họ tộc với Sử Lương đệ của Lệ thái tử Lưu Cứ thời Hán Vũ Đế.
Mùa xuân năm Địa Hoàng thứ 4 (năm 23), Vương Mãng lập bà làm Hoàng hậu. Bảy tháng sau, quân Lục Lâm theo cửa Tuyên Bình đánh vào kinh thành Trường An của nhà Tân, Vương Mãng bị nghĩa quân giết chết tại Vị Ương cung. Sử Kham đầu hàng quân Lục Lâm nhưng vẫn bị xử tử. Sử hoàng hậu không rõ lưu lạc nơi đâu, có khả năng thoát khỏi cái chết.